# مسندة الكتب
مِسند الكتب أو مسندة الكتب (بالإنجليزية: Bookend)‏، هي دعامة توضع في الأرفف بالمكتبات وتستخدم كمثبت للكتب في نهاية الرف وتكون مصنوعة من الحديد عادةً.